# بسنی
بسنی (به ترکی استانبولی: Besni) شهری است در کشور ترکیه که در استان آدیامان واقع شده‌است. جمعیت این شهر بر اساس سرشماری سال ۲۰۰۸ میلادی ۲۵٬۰۸۳ نفر و بر اساس برآوردهای سال ۲۰۰۹ میلادی ۲۵٬۱۷۰ نفر می‌باشد.